# Сила любові та голосу
«Сила кохання та голосу» — український російськомовний музичний автобіографічний фільм про співачку Тіну Кароль.
Прем'єра відбулася 14 лютого 2014 року. Фільм складається з нарізки концертів та документальної зйомки.

## Нагороди та відзнаки
- Найкращий документальний фільм, міжнародний кінофестиваль у США[2]